# ماريان برتراند
ماريان برتراند هي اقتصادية بلجيكية، ولدت في 1970.